# 古田街道
古田街道，是中华人民共和国湖北省武汉市硚口区下辖的一个街道办事处，原为易家墩街道，2011年更名。

## 行政区划
古田街道下辖以下地区：
古一社区、古二社区、万人社区、古三社区、罗家墩社区、军院社区、古画社区、生活村社区、古田社区、陈家墩社区、古雅社区、古南社区、汉口春天社区和农利村。